# Benedetto Casillo
Benedetto Casillo (Napoli, 2 luglio 1950) è un cabarettista, attore e autore italiano di cinema e teatro.
È nato artisticamente nel duo dei Sadici piangenti, attivo nei secondi anni settanta e costituito in coppia con Renato Rutigliano.

## Biografia
Comincia a fare teatro a livello amatoriale nella Chiesa dei Cappuccini nei pressi di casa sua.
Dopo essersi diplomato come geometra e dopo due anni di università a scienze politiche, entra a far parte del duo cabarettistico dei Sadici piangenti, in coppia con Renato Rutigliano. Una collaborazione di successo che lo rende popolare nel mondo del cabaret napoletano, ma non solo, grazie a battute fulminanti e testi scritti di propria mano. In questo periodo diventa geometra del comune e si dà da fare per gli sgomberi delle case ritenute pericolanti dopo il terremoto del 1980.
Nel 1985 lascia definitivamente la professione di geometra. Si stacca definitivamente dal duo artistico dei Sadici piangenti, grazie anche alle sue interpretazioni di successo nei film di Luciano De Crescenzo, come quella del vice sostituto portiere in Così parlò Bellavista e Il mistero di Bellavista, film, rispettivamente, del 1984 e del 1985.
Partecipa alla trasmissione televisiva Number Two, dedicata all'analisi delle vicende del Napoli, vissuta nella seconda metà degli anni ottanta, in concomitanza del periodo più felice del sodalizio campano.
Dopo questa fase artistica, si concentra soprattutto nel cabaret manieristico napoletano e nel teatro, portando in scena commedie scritte di suo pugno o opere di Eduardo De Filippo.
Studia le usanze popolari napoletane, preghiere antiche, storie di santi dimenticate dal tempo e le porta in scena in chiave comica. Devoto della Madonna di Piedigrotta, fin da giovane contribuisce a tenerne vivo il culto con rappresentazioni artistiche di piazza. Si è poi dedicato a La compagnia, un gruppo con Olderigo Granato, suo amico d'infanzia, Patrizia Capuano, sua compagna nella vita e sul palco e qualche giovane promessa.
Nel 2004 ritorna al cinema con Vaniglia e cioccolato, del regista Ciro Ippolito.
Collabora con il quotidiano Roma, tenendo una rubrica satirica settimanale, pubblicata ogni domenica.
Nel novembre 2023 ritorna al cinema, diretto da Bruno De Paola, nel film In fila per due. Alcuni mesi dopo è nel film, diretto e con Sergio Assisi, Il mio regno per una farfalla.

## Filmografia
- Miracoloni, regia di Francesco Massaro (1981)
- Lacrime napulitane, regia di Ciro Ippolito (1981)
- Prima che sia troppo presto, regia di Enzo Decaro (1981)
- Pronto... Lucia, regia di Ciro Ippolito (1982)
- Laura... a 16 anni mi dicesti sì, regia di Alfonso Brescia (1984)
- Arrapaho, regia di Ciro Ippolito (1984)
- Così parlò Bellavista, regia di Luciano De Crescenzo (1984)
- Il mistero di Bellavista, regia di Luciano De Crescenzo (1985)
- 32 dicembre, regia di Luciano De Crescenzo (1988)
- Computron 22, regia di Giuliano Carnimeo (1988)
- Via Lattea... la prima a destra, regia di Ninì Grassia (1989)
- Vaniglia e cioccolato, regia di Ciro Ippolito (2004)
- A Napoli non piove mai, regia di Sergio Assisi (2015)
- Si accettano miracoli, regia di Alessandro Siani (2015)
- Vita, cuore, battito, regia di Sergio Colabona (2016)
- Made in China napoletano, regia di Simone Schettino (2017)
- E se mi comprassi una sedia?, regia di Pasquale Falcone (2017)
- Caccia al tesoro, regia di Carlo Vanzina (2017)
- Il giorno più bello del mondo, regia di Alessandro Siani (2019)
- Un posto al sole – soap opera (2019-)
- Qui rido io, regia di Mario Martone (2021)
- Resta con me – serie TV, 3 episodi (2023)
- In fila per due, regia di Bruno De Paola (2023)
- Il mio regno per una farfalla, regia di Sergio Assisi (2024)